# Casinaria genuina
Casinaria genuina är en stekelart som först beskrevs av Norton 1863.  Casinaria genuina ingår i släktet Casinaria och familjen brokparasitsteklar. Inga underarter finns listade.